# Lido di Jesolo
Lido di Jesolo è una frazione di 9.456  abitanti del comune di Jesolo, è attualmente la seconda spiaggia d'Italia per numero di visitatori (circa 1,2 milioni) e terza per presenze turistiche (5,5 milioni).

## Geografia Fisica
La frazione di Lido di Jesolo, insieme a Jesolo Pineta, è ubicata su una sorta di "isola", delimitata dai fiumi Piave Nuovo (a est) e Piave Vecchio (a ovest), con le acque del Sile da Caposile e nel letto del vecchio Piave, e il canale artificiale Cavetta, che parte dal centro di Jesolo Paese e si inoltra verso Cortellazzo. L'area è estesa lungo la costa per circa 13 chilometri con una profondità variabile tra 300 metri e due chilometri.

## Geografia Antropica
La zona del Lido si articola in una lunga serie di piazze, ognuna facente da baricentro a un quartiere, che fungono da punto di riferimento per la vita di residenti e turisti. Le principali sono: piazza Drago (il baricentro geografico della città, e sede per decenni della stazione degli autobus), piazza Mazzini (il perno della vita notturna jesolana), piazza Milano (baricentro della zona Est).

### Località ed altri toponimi
La località della frazione sono Ca' Crema e Ca' Costantini. In base alla cartellonistica stradale il lido è diviso in: Lido Ovest, Lido Centro, e Lido Est.

## Cultura

### Istruzione
Nella frazione sono ubicati i seguenti istituti
- I.C. "Gabriele D'Annunzio" - istituto comprensivo
- un istituto professionale di Stato per l'enogastronomia e l'ospitalità alberghiera - l'I.P.S.E.O.A. "Elena Cornaro" - che risponde alla vocazione turistica del territorio;
- un istituto di formazione terziaria post-diploma - l'ITS Academy Turismo Veneto - che eroga corsi biennali di alta formazione nel management turistico e che è capofila del sistema ITS Turismo Veneto.

## Turismo
La peculiare demografia di Jesolo è stata studiata dettagliatamente in occasione del Master Plan di Tange. Sebbene gli abitanti del comune di Jesolo siano solo 26.000 circa, la città è dimensionata per ospitare comodamente altri 140.000 turisti. Secondo le stime più comuni, Jesolo raggiunge nel picco delle due settimane centrali di agosto una popolazione di circa 300 000 persone. Ogni fine settimana estivo la città vede decine, se non centinaia di migliaia, di pendolari raggiungere la località dove trascorrono la giornata.

### L'isola pedonale più lunga d'Europa
Jesolo vanta quella che è conosciuta come l'isola pedonale più lunga d'Europa. La via commerciale è popolata da oltre 1200 tra negozi, ristoranti, bar e locali di tendenza. Il tratto principale (da piazza Manzoni al camping Internazionale) è lungo 6 chilometri. Il tratto secondario, lungo le via Levantina e Altinate nella zona Est, si sviluppa per circa 2,1 chilometri.

## Urbanistica

### Gli anni duemila e lo sviluppo verticale
A partire dalla seconda metà degli anni novanta, l'amministrazione comunale ha lanciato un ambizioso programma di rilancio urbanistico, comunemente noto come "Master Plan", realizzato da Kenzō Tange.
A partire dal 2000 molti alberghi sono stati riconvertiti in residence e moltissime aree, prima ad uso agricolo, sono state convertite ad uso residenziale, permettendo così la costruzione di decine di nuove strutture ricettive a bassa densità (villaggi turistici), o in alcuni casi ad alta densità, con una verticalizzazione degli edifici (comunemente chiamati "torri") senza precedenti in nessun'altra grande spiaggia italiana.
Tra i progetti già realizzati, molti progettati da architetti di fama internazionale (le cosiddette archistar), vale la pena citare:
- Torre Aquileia (22 piani fuori terra per 94 metri di altezza alla sommità dell'antenna): progettata da Carlos Ferrater, con il suo tetto a vela è diventata uno degli edifici più alti del nordest italiano;
- Torri di Piazza Drago (due torri di 22 piani fuori terra ciascuna per 92 metri circa di altezza all'antenna): caratterizzate da guglie illuminate la notte da fari multicolori, sono diventate ormai due tra i simboli di Jesolo;
- Torre Merville - Casa Nel Parco (25 piani fuori terra per 84 metri d'altezza): progettata da Gonçalo Byrne, questa torre rivestita di pareti a specchio azzurre domina la skyline della zona Pineta;
- Wave Towers (17 e 14 piani fuori terra): di recente costruzione, queste nuove torri alle spalle di piazza Trieste sono anch'esse riconoscibili da balconi illuminati al neon;
- Golf Club Jesolo: campo da golf a 18 buche, la cui espansione a 27 buche è stata recentemente approvata;
- Bafile 360 (10 piani);
- Residenze Podium, un complesso commerciale-residenziale in costruzione sul sito in cui sorgeva la vecchia scuola elementare "Giosuè Carducci".
- The Seaside, edificio residenziale disegnato da MAO Architects.
- The Pool House, progetto di Richard Meier;
- The Beach House, progetto di Richard Meier;
- Falkensteiner Hotel & Spa, progetto di Richard Meier;

Già precedentemente, a partire dalla fine degli anni settanta, la skyline della città vedeva la presenza di altre strutture verticali adiacenti alla costa, con tre residence ed un hotel alti rispettivamente 20 (Residence Pineta costruito nel 1964, nelle vicinanze di piazza Europa), 17 (Residence Palace), 16 (Hotel Caravelle) e 13 (Residence Airone) piani fuori terra.
Numerosi altri progetti sono stati approvati o sono in fase di realizzazione, tra cui:
- Wave Twin Towers, due torri gemelle in costruzione alte 25 piani;
- Torre Meier, torre in costruzione disegnata da Richard Meier;
- JL Blue, un grande complesso residenziale in zona Pineta;
- Oriente 35, progetto di Aurelio Galfetti;
- Jesolo Magica, un mega-centro commerciale (53000 m²) progettato dalla scomparsa Zaha Hadid.
- Marlin Tower, torre residenziale alta 14 piani;
- Iridium, torre residenziale alta 24 piani;

#### Costruzioni alte oltre 50 m
| Pos. | Nome                    | Altezza | Piani | Anno |
| ---- | ----------------------- | ------- | ----- | ---- |
| 1    | Torre Aquileia          | 94 m    | 22    | 2009 |
| 2    | Torre Merville          | 84 m    | 25    | 2010 |
| 3    | Torre di Piazza Drago 1 | 83 m    | 22    | 2010 |
| 3    | Torre di Piazza Drago 2 | 83 m    | 22    | 2010 |
| 5    | Residence Pineta        | 60 m    | 20    | 1964 |
| 6    | Hotel Caravelle         | 55 m    | 16    | 1961 |
| 7    | Residence Palace        | 54 m    | 17    | 1962 |
| 7    | Wave Gold Tower         | 54 m    | 17    | 2017 |
| 9    | G-House                 | 50 m    | 14    | 2011 |